# Josep de Peray i March
Josep de Peray i March   (Barcelona, 24 de desembre de 1877 - 28 de febrer de 1946) fou un advocat, arxiver i polític català.

## Biografia
Fill del general de sanitat Laureà de Peray i Tintorer i Antònia March i Vilardell (†1923), el seu germà Pau seguí també la carrera militar ocupant important destins a Madrid durant la Dictadura de Primo de Rivera i el grau de comandant. Josep de Peray, advocat en exercici de forta implicació política, fou degà i membre la Junta del Col·legi d'Advocats de Barcelona imposada per la Dictadura arran de la defensa de l'ús de la llengua catalana feta per l'entitat, treballà a l'Arxiu Diocesà de Barcelona (1900-1928) fins a l'arribada de mossèn Josep Sanabre i fou membre de la Comissió de Monuments de Barcelona (1928). El 1933 fou nomenat Arxiver honorari. El 1927 fou nomenat Gentilhome de cambra amb exercici per part del rei Alfons XIII.
Alineat amb la dreta monàrquica espanyolista i tradicionalista, fou cap local del Districte primer de Barcelona de la Unión Patriòtica (1929), mantingué contactes amb la Acción Nacional de Gil Robles durant la Segona República i fou objecte de dures crítiques als mitjans catalanistes republicans. Ingressà a la Comunió Tradicionalista i durant la Guerra Civil espanyola ocupà la direcció de la delegació local de Fronts i Hospitals d'Hondarríbia.
En acabar el conflicte fou nomenat diputat provincial, membre de la Junta de Museus de Barcelona i ponent de la Junta de Beneficència de la Diputació de Barcelona (1940-1942). Fou autor d'una breu guia historicodescriptiva de les principals biblioteques del món (1911-1917), d'una Bibliografía jurídica hispànica (1912-1919) i d'un seguit de destacats estudis monogràfics, entre els quals el dedicat al monestir de Sant Cugat del Vallès, treball premiat i publicat el 1910. Adquirí i restaurà en estil neogòtic el castell de Castellet (o castell de Sant Esteve) a Castellet i la Gornal, a l'Alt Penedès (1928-1930). Fou membre del Capítol de l'Orde del Sant Sepulcre a Barcelona, fet que li facilità notables contactes internacionals. El seu fill Josep Antoni de Peray Batlle (1913-1985), també advocat, va ordenar-se sacerdot a títol de patrimoni personal i fou oficial del l'Arxiu diocesà de Barcelona (1955), Registrador de béns eclesiàstics immobles i drets reials (1961-1967) i jutge auditor del Tribunal de Testaments i Causes pies de l'Arxidiòcesi de Barcelona (1965-1976) i cavaller de l'Orde del Sant Sepulcre, del fou president del Capítol.

## Fons personal
El seu fons personal es conserva a l'Arxiu Nacional de Catalunya. Inclou documentació identificativa pròpia i familiar, correspondència amb el seu germà Pau i rebuts i factures d'adquisició de diferents béns personals; el nomenament com a jutge municipal i documentació relativa a la seva activitat professional com a advocat. La part més voluminosa del fons correspon a les cartes rebudes, entre les quals destaquen les derivades dels seus contactes polítics i internacionals. També n'hi ha documentació referent a la seva activitat associativa, i la documentació política reflecteix els seus contactes a Madrid amb el partit Acción Nacional i sobretot la seva actuació durant els primers mesos d'implantació de la Diputació Provincial de Barcelona del nou règim franquista. El fons conserva igualment invitacions a nombrosos actes públics, entre els quals les visites reials i del comte Galeazzo Ciano el 1939.